# Heterodermia erinacea
Heterodermia erinacea är en lavart som först beskrevs av Erik Acharius, och fick sitt nu gällande namn av W. A. Weber. Heterodermia erinacea ingår i släktet Heterodermia och familjen Physciaceae.   Inga underarter finns listade i Catalogue of Life.